# Jean Chapelain
Jean Chapelain /ʒɑ̃ ʃaˈplɛ̃/ (Parigi, 4 dicembre 1595 – Parigi, 22 febbraio 1674) è stato un poeta e critico letterario francese.

## Biografia
Figlio di un notaio, Chapelain si fece presto una reputazione di poeta e di erudito: essendo infatti precettore dei figli del potente signore de La Trousse, benché non avesse scritto nulla, godeva di una certa autorità nel campo letterario. Pubblicate poi alcune odi e una traduzione del romanzo picaresco Guzman d'Alfarache, divenne un autentico oracolo presso l'opinione pubblica.
Il cardinale Richelieu lo nominò membro dell'Académie française fin dalla sua fondazione, accordandogli una pensione di 3.000 franchi, lo incaricò di stendere il piano del Dizionario dell'Accademia di Francia e di una grammatica dell'Accademia e di riscrivere la critica del Cid di Pierre Corneille. Jean-Baptiste Colbert lo incaricò di redigere la lista degli scrittori e scienziati degni di ricevere gratifiche e liberalità da Luigi XIV.
Anni dopo, per suggellare la sua precoce gloria letteraria, Chapelain preparò finalmente un grande poema epico, La Pucelle ou la France délivrée, di cui anticipò in pubblico pochi versi, accrescendo la propria fama ed eccitando ancor più la curiosità dei circoli culturali.
Nel 1656 furono pubblicati i primi dodici canti del poema, fra la costernazione generale: gli altri dodici che concludevano l'opera non furono nemmeno pubblicati. Nicolas Boileau lo tempestò di epigrammi che costituiscono tuttora l'unica notorietà di Chapelain.
Chapelain era estremamente avaro: si sostiene che si ammalò della malattia che lo condusse alla morte per essersi bagnato i piedi attraversando un torrente per evitare di pagare il modico pedaggio dell'attraversamento del corso d'acqua sul ponticello.

## Opere
- Le Gueux, ou la Vie de Guzman d'Alfarache, rendue de l'original espagnol de Mateo Alemán (1619)
- Le Voleur, ou la Vie de Guzman d'Alfarache. Pourtrait du temps et miroir de la vie humaine. Piece non encore veuë, & renduë fidelement de l'original Espagnol de son premier & veritable Autheur Mateo Alemán. Seconde partie (1620) Testo on-line
- Lettre ou discours de M. Chapelain à M. Favereau, portant son opinion sur le poème d'Adonis du  cavalier Marino (1623) Testo on-line
- Les Sentimens de l'Académie française sur la tragi-comédie du Cid (1638), con Valentin Conrart.
- Ode pour la naissance de Mgr le comte de Dunois (1646) Testo on-line
- Ode pour Mgr le duc d'Anguien (1646) Test on-line
- La Pucelle, ou la France délivrée, poème héroique (1656) Testo on-line

## Opere postume
- De la lecture des vieux romans (1870) Testo on-line
- Les douze derniers chants du poëme de la Pucelle, publiés pour la première fois sur les manuscrits de la Bibliothèque nationale, par H. Herluison, précédés d'une préface de l'auteur et d'une étude sur le poème de la Pucelle par René Kerviler (1892)
- Opuscules critiques (1936)
- Soixante-dix-sept lettres inédites à Nicolas Heinsius: 1649-1658, publiées d'après le manuscrit de Leyde avec une introduction et des notes par B. Bray e M. Nijhoff, La Haye, 1966.
- Les Lettres authentiques à Nicolas Heinsius, 1649-1672: une amitié érudite entre France et Hollande, édition établie, introduite et annotée par B. Bray, Champion, Paris, 2005